# 普通高中学业水平考试
普通高中学业水平考试，是中国大陆一些省份为检测普通高中学生在校期间学习情况的考试，分为合格性考试和等级性考试（或选择性考试）。考试科目及难度设置因各省份教育政策而不同。
普通高中学业水平考试合格性考试，简称合格考、学考、会考。在大多数省份是普通高中学生毕业、升学的重要依据，考试不合格的学生，即使其在高考中考取了本科高等学校，依然可能面临无法获得毕业证的情况。
《国务院关于深化考试招生制度改革的实施意见》（国发〔2014〕35号）发布后，各省的高考改革方案均将语文、数学、外语三个科目以外的其他科目纳入普通高中学业水平考试等级性考试（或选择性考试）中。即高考全国卷只有语文、数学、外语的试题，其他高考科目的试题由各省级教育考试机构以“普通高中学业水平考试等级性考试”的名义命制，作为考生高考成绩的组成部分。

## 课程标准规定
| 科目       | 学业水平合格性考试                                             | 高考和学业水平等级性考试                                                                        |
| ---------- | -------------------------------------------------------------- | ----------------------------------------------------------------------------------------------- |
| 语文       | 必修课程                                                       | 必修课程和选择性必修课程                                                                        |
| 数学       | 必修课程                                                       | 必修课程和选择性必修课程                                                                        |
| 英语       | 必修课程                                                       | 必修课程和选择性必修课程                                                                        |
| 日语       | 必修课程                                                       | 必修课程和选择性必修课程                                                                        |
| 俄语       | 必修课程                                                       | 必修课程和选择性必修课程                                                                        |
| 德语       | 必修课程                                                       | 必修课程和选择性必修课程                                                                        |
| 法语       | 必修课程                                                       | 必修课程和选择性必修课程                                                                        |
| 西班牙语   | 必修课程                                                       | 必修课程和选择性必修课程                                                                        |
| 思想政治   | 必修课程                                                       | 必修课程和选择性必修课程                                                                        |
| 历史       | 必修课程                                                       | 必修课程和选择性必修课程                                                                        |
| 地理       | 必修课程                                                       | 必修课程和选择性必修课程                                                                        |
| 物理       | 必修课程                                                       | 必修课程和选择性必修课程                                                                        |
| 化学       | 必修课程                                                       | 必修课程和选择性必修课程                                                                        |
| 生物学     | 必修课程                                                       | 必修课程和选择性必修课程                                                                        |
| 信息技术   | 必修课程                                                       | 必修课程和选择性必修1（数据与数据结构）、选择性必修2（网络基础）、选择性必修3（数据管理与分析） |
| 通用技术   | 必修课程                                                       | 必修课程和选择性必修1（电子控制技术）、选择性必修4（现代家政技术）、选择性必修7（职业技术基础） |
| 艺术       | 必修课程和选择性必修课程中的2个学分                            | 必修课程和选择性必修课程                                                                        |
| 音乐       | 共3个学分的必修课程和选择性必修课程（其中必修课程至少2个学分） | 必修课程和选择性必修课程                                                                        |
| 美术       | 必修课程和选择性必修课程中的2个学分                            | 必修课程和选择性必修课程                                                                        |
| 体育与健康 | 必修课程                                                       | 必修课程和选择性必修课程                                                                        |

## 福建省
2016年9月1日，福建省教育厅发布《福建省普通高中学业水平考试实施办法》（闽教基〔2016〕53号），而普通高中学业水平考试分为合格性考试和等级性考试两种。《实施办法》从2018年秋季入学的高中一年级学生开始实施，2017年秋季入学的高一新生开始实行14门科目的学业水平合格性考试，从2021年起按照新高考模式进行考试和招生录取。

### 合格性考试
福建省普通高中学业水平合格性考试（简称学考、水平考或会考），其成績是福建省普通高中学生毕业和升学的重要依据，可作为“福建省高职院校分类考试”的录取依据。

#### 考试科目
语文、数学、英语、物理、化学、生物、政治、历史、地理、信息技术和通用技术，满分均为100分，60分以上为合格。 

## 广东省
2019年7月1日，广东省教育厅发布《广东省普通高中学业水平考试实施办法》（粤教考〔2019〕18号，下称《实施办法》），而普通高中学业水平考试分为合格性考试和等级性考试两种。《实施办法》从2018年秋季入学的高中一年级学生开始实施，从2021年起按照新高考模式进行考试和招生录取。2017级学生在2020年举行的新学业水平考试中仍然适用旧学业水平考试的成绩计算办法。
根据教育部办公厅印发的《新高考过渡时期数学学科考试范围说明》、《新高考过渡时期语文学科背诵篇目说明》和广东省教育厅印发的《广东省高考综合改革政策解读》等有关文件，广东省的学业水平合格性考试以及选择性考试的考察范围在2018级、2019级的过渡时期以各科《普通高中课程方案（实验）》（旧课标）为基础，但以《普通高中课程标准（2017年版）》（新课标）为基调，以体现新高考的特殊性，即仍使用以旧课标为纲制定的旧教材进行教学，但是在教学以及考察当中删除新课标当中不再作要求的旧课标内容，不过也不加入新课标当中新增要求的内容，此模式又被称作“新课标、旧教材、新高考”。2021年、2022年新高考的过渡期结束后，在2020级则完全按照新课标要求，采用教育部根据新课标统一编写的新教材进行教学，2023年的高考也使用基于新课程要求的新高考试卷。

### 合格性考试
广东省普通高中学业水平合格性考试（简称学考、水平考或会考），其成績是廣東省普通高中学生毕业和升学的重要依据，其中语文、数学和外语（目前只有英语，以后有条件会逐步增加其它外语科目）科目为广东省春季高考录取的主要依据，考生可根据高中学校的教学进度、高校招生录取的有关要求，及自己的学习和原有的有关科目的考试成绩情况选择报考1-9门科目。
以下内容适用于采用“新课标、旧教材、新高考”的2018级、2019级学生。

#### 考試科目及時間
合格性考试每年1月和6月开考，所有學生須在完成相應科目的必修課程階段後接受考核。具體以下：
應届高二學生於上學期期末（即高二學年的冬季）起可以參加考試的科目為：
- 歷史（歷史1、歷史2和歷史3）9:00-10:00
- 化學（化學1、化學2、選修1化學與生活或選修2化學與技術）10:40-11:40
- 地理（地理1、地理2和地理3）15:00-16:00
- 生物（生物1分子與細胞、生物2遺傳與進化和生物3穩態與環境）16:40-17:40

應届高二學生於下學期期末（即高二學年的夏季，一般安排于夏季高考后的两天）起可以参加考试的科目为：
- 思想政治（思想政治1經濟生活、思想政治2政治生活、思想政治3文化生活和思想政治4生活與哲學）9:00-10:00
- 物理（物理1、物理2、選修1-1或選修3-1）10:40-11:40

以上科目時間均為60分鐘，满分均为100分。
应届高三学生于上学期期末（即高三學年的冬季）可以参加考试的科目除了上述科目以外还有：
- 语文（语文1、语文2、语文3、语文4和语文5）
- 数学（数学1、数学2、数学3、数学4和数学5）
- 外语（英语科：英语1、英语2、英语3、英语4和英语5）

语文考试时长为120分钟，数学、外语时长为90分鐘。满分均为150分。
其中，夏季高考考生可免考语数外三门的合格性考试，其合格考成绩可使用夏季高考成绩代替。
所有应届高中生均有两次应考机会，考生可在三次考试中任选两次参加。應屆學生多在高二上學期结束大部分科目的考试，下學期則參加冬季考试中的未考科目及冬季考試中成績不滿意或未合格的科目。若考生在两次考试后仍有科目为不合格，亦可继续参加下一次考试。最终成绩取各科目所有参考所获成绩中最高者，未获得全部合格性考试合格（及A、B、C、D等级）的学生不予颁发高中毕业证。

#### 题目设置及难度
歷史试卷共22题，满分100分。题目分为选择题以及非选择题。
- 选择题：共20题，每题3分，共60分
- 非选择题：共2题，考察要素不固定，每题分值不定，共40分

化學试卷共28题，满分100分。题目分为选择题以及非选择题兩部分，其中選擇題包括单项选择题I和单项选择题II。
- 单项选择题I：共15题，每题3分，共45分
- 单项选择题II：共10题，每题3分，考生須從題組A（化學與生活）或題組B（化學與技術）中選擇一組題作答，每組5題，共15分
- 非选择题：共3题，主要考察物質結構與元素周期律、化學實驗與反應速率、有機化學基礎，每题分值不定，共40分

地理试卷共22题，满分100分。题目分为选择题以及非选择题。
- 选择题：共20题，每题3分，共60分
- 非选择题：共2题，一般以填空題形式考察自然地理，以簡答題形式考察人文地理，每题分值不定，共40分

生物试卷共23题，满分100分。题目分为选择题以及非选择题。
- 选择题：共20题，每题3分，共60分
- 非选择题：共3题，考察要素不固定，每题分值不定，共40分

政治试卷共23题，满分100分。题目分为选择题以及非选择题。
- 选择题：共20题，每题3分，共60分
- 非选择题：共3题，主要考察經濟與社會、政治與法治、哲學與文化，每题分值不定，共40分

物理试卷共31题，满分100分。题目分为选择题以及非选择题兩部分，其中選擇題包括单项选择题I和单项选择题II。
- 单项选择题I：共12题，每题3分，共36分
- 单项选择题II：共16题，每题3分，考生須從題組A（選修1-1）或題組B（選修3-1）中選擇一組題作答，每組8題，共24分
- 非选择题：共3题，主要題型為實驗題、簡答題、計算題，每题分值不定，共40分

由于广东省普通高中学业水平测试仅考察學生必修科目的学习状况，题目难度较等级性考试低，但由于其增加了填空题等题型，故与2009年-2019年举行的学业水平考试相比难度要高。

#### 成績與等級
成績以百分制分數和等級呈現給學生，並發放有關成績證明。等級按照當次各科考生位次高低劃分為A、B、C、D、E五個等級，其中E等級成績為不合格，各等級人數占比對應如下。
- A：15%
- B：30%
- C：30%
- D：23%以上
- E：不超過當次當科考生總數的2%

#### 作用與影響
对于参加夏季高考的考生而言，合格性考試難度中等偏低，旨在讓學生關注高考科目以外科目的學習；而对于仅参加春季高考的考生而言，其合格性考试成绩可用于高校录取。对于不参加高考，意在出国留学的学生，该考试也是取得高中毕业证，获得国外学校录取的重要条件之一。

### 选择性考试
广东省普通高中学业水平选择性考试为夏季普通高考的组成部分。其考试科目由考生根据所报考高校和招生专业的选择性考试科目要求及自身兴趣特长，在物理、历史2门科目中自主选择1门，在思想政治、地理、化学、生物学4门科目中自主选择2门组成（简称“四选二”）。考生在所选科目合格性考试成绩合格后方可参加对应科目选择性考试。其成绩计入考生夏季高考总成绩。

#### 考試科目及時間
选择性考试每年6月开考，与全国统一高考同步进行。具體以下：
- 物理（必考：物理1、物理2、選修3-1、选修3-2、選修3-5；选考：选修3-3（热学）和选修3-4（振动、光学、相对论））
- 歷史（必考：歷史1（政治史）、歷史2（经济史）和歷史3（文化史）；选考：选修1：历史上重大改革回眸、选修3：20世纪的战争与和平或选修4：中外历史人物评说）

于高考第二天9:00-10:15同时进行考试。
- 化學（必考：化學1、化學2、選修4化学反应原理；选考：選修3物质结构与性质或選修5有机化学基础）8:30－9:45
- 地理（必考：地理1、地理2、地理3；选考：选修2：海洋地理或选修6：环境保护）11:00－12:15
- 思想政治（思想政治1：經濟生活、思想政治2：政治生活、思想政治3：文化生活和思想政治4：生活與哲學）14:30－15:45
- 生物（必考：生物1：分子與細胞、生物2：遺傳與進化和生物3：穩態與環境；选考：选修1：生物技术实践或选修3：现代生物技术）17:00－18:15

于高考第三天考试。各科考试時間均為75分鐘，满分均为100分。

#### 题目设置及难度
物理试卷共16题，满分100分。题目分为单项选择题、多项选择题以及非选择题。其中，非选择题包括必考题、选考题。
- 单项选择题：共7题，每题4分，共28分
- 多项选择题：共3题，每题6分，全部选对得6分，部分选对得3分，有错选得0分，共18分
- 非选择题：共54分。必考题共3题，分别为运动学、力学和电学的实验题、计算题，每题分值不定，共42分；选考题共2题，考生可任选两个模块中的一个作答，共12分

歷史试卷共22题，满分100分。题目分为选择题以及非选择题。其中，非选择题包括必考题、选考题。
- 选择题：共16题，每题3分，共48分
- 非选择题：共52分。必考题共3题，主要考察中国古代史、中国近现代史以及世界近现代史，每题分值平均12~14分，共40分；选考题共3题，考生可任选三个模块中的一个作答，共12分

化學试卷共21题，满分100分。题目分为选择题以及非选择题。其中，非选择题包括必考题、选考题。
- 选择题：共16题，共44分。其中，1-10题每题2分，共20分，11-16题每题4分，共24分
- 非选择题：共56分。必考题共3题，题型包括化工流程、实验探究、化学反应原理，每题分值不定，共42分；选考题共2题，考生可任选两个模块中的一个作答，共14分

地理试卷共20题，满分100分。题目分为选择题以及非选择题。其中，非选择题包括必考题、选考题。
- 选择题：共16题，每题3分，共48分
- 非选择题：共52分。必考题共2题，均为简答题，考察自然地理、人文地理知识，每题分值不定，共42分；选考题共2题，考生可任选两个模块中的一个作答，共10分

生物试卷共22题，满分100分。题目分为选择题以及非选择题。其中，非选择题包括必考题、选考题。
- 选择题：共16题，共40分。其中，1-12题每题2分，共24分，13-16题每题4分，共16分
- 非选择题：共60分。必考题共4题，均为填空题，每题分值不定，共48分；选考题共2题，考生可任选两个模块中的一个作答，共12分

政治试卷共23题，满分100分。题目分为选择题以及非选择题。
- 选择题：共16题，每题3分，共48分
- 非选择题：共4题，分别运用经济生活、政治生活、文化生活以及生活与哲学的知识针对时事现象进行辨析论证，每题分值平均12~14分，共52分

#### 成績與等級
由于选择性考试成绩计入高考成绩，为保证公平，其成绩以对卷面分划等级转换赋分的方式呈现于总成绩，惟卷面分不提供给考生。
分数转换时，先把每个选考科目考生群体的卷面分从最高分到最低分顺序排列，按照考生群体卷面分的统计分布所确定人数比例将该选考科目考生群体划分为5个群体后，为每个群体考生赋予1个等级。整个考生群体的卷面分被转换为从高到低A、B、C、D、E共5个等级，每个考生的等级由其在该选考科目群体的排位确定。
| 等级           | A      | B     | C     | D     | E     |
| 所占人数比例   | 约17%  | 约33% | 约33% | 约15% | 约2％ |
| 等级分赋分区间 | 100-83 | 82-71 | 70-59 | 58-41 | 40-30 |

确定等级后，再将等级转换为等级分。等级分的满分值为100分、起点分值为30分，从A至E每个等级按照1分1档的分数间隔对各个等级进行连续赋分，各个等级的等级分赋分区间从17到10分不等。依此，把每个选考科目考生群体的等级成绩从高到低（从A到E）转换为100至30分的等级分数，每个等级分数都在一定的等级分区间内。根据每个考生的卷面分数及其所在等级的等级赋分区间，运用等比例转换法则将其卷面分换算成等级分。在A、B、C、D、E的每个等级内卷面分不同的考生，根据等比例转换法则可计算得出不同的等级分，从而确保卷面分较高的考生换算得到较高的等级分。其计算公式为：
{\displaystyle {\frac {s_{2}-s_{0}}{s_{0}-s_{1}}}={\frac {t_{2}-t_{0}}{t_{0}-t_{1}}}}
其中，{\textstyle s_{1}}、{\textstyle s_{2}}分别表示某个等级所对应卷面分区间的下限和上限；{\textstyle t_{1}}、{\textstyle t_{2}}分别表示相应等级的等级分赋分区间下限和上限；{\textstyle s_{0}}表示相应等级内某考生卷面分，{\textstyle t_{0}}表示相应等级内某考生等级分。

## 河南省
河南省普通高中学业水平考试分为合格性考试（以下简称合格考）和选择性考试（以下简称选择考）。普通高中学业水平合格性考试科目为语文、数学、外语、思想政治、历史、地理、物理、化学、生物学、信息技术等10个学科。
合格考内容范围为普通高中学科课程标准规定的必修内容，历史、地理、化学、生物学安排在高一年级下学期，语文、数学、外语、思想政治、物理、信息技术安排在高二年级上学期。10个学科均为闭卷考试，其中信息技术实行上机考试，其余学科均为笔试。
10个学科试卷卷面分值均为100分，其中语文、数学、英语学科考试时长为90分钟，思想政治、物理学科考试时长为80分钟，历史、地理、化学、生物学学科考试时长为70分钟，信息技术学科考试时长为60分钟。
合格考科目成绩分A、B、C、D、E五个等级，以“合格/不合格”呈现，A、B、C、D为合格等次，E等为不合格等次。原则上A等级20%，B等级30%，C等级30%，D、E等级共20%。其中E等级为不合格，比例不超过5%。合格考各科成绩合格，是普通高中学生毕业的主要依据。合格考成绩纳入学生综合素质档案，同时也是普通高中学校课程管理和教学质量监测的重要参考依据。
选择考科目包括思想政治、历史、地理、物理、化学、生物学6门科目，学生可根据自身兴趣、志向、优势和普通高校招生要求，选择3门参加考试。其中，物理、历史为首选科目，考生须选择1门参加考试；思想政治、地理、化学、生物学4门科目为再选科目，考生从中选择2门参加考试。
选择考科目考试命题以各学科国家课程标准为依据，范围为必修和选择性必修内容。选择考科目中首选科目物理或历史以原始分呈现，并计入考生总成绩；再选科目成绩按照转换办法以等级转换分呈现，并计入考生总成绩。选择考与当年全国统一高考同期进行。

## 黑龙江省
黑龙江省普通高中学业水平等级考试，简称“会考”。

### 历史
2007级以前，会考仅仅作为一种形式上的毕业考试，多数人认为寒窗十多年不容易，因此无论从监考还是考试难度都相当松。信息技术上机考试的系统甚至已经被破译。
从2007级以后，由于黑龙江省的新课程标准改革，会考将成为高考的录取参考标准，因此将增加考试的严谨性。改革后第一次会考将于2009年1月10号、1月11号进行（上机考试则更早），即2007届高二的学生。
目前省统考已改在每年12月第一个周末进行，校内考试则为10-11月。
下述内容均为改革后的内容。

### 学科设置
高中学生考察11科，但仅6科（物理、化学、生物、历史、地理、政治）是省统考，其他科目为校内考试。无论文理分科的选择如何，均需要考核此十一门课程。由于文理科的物理化学选修课程不同，在物理／化学的考卷上会有提示文科或理科学生答。

### 等级与分数
根据考试成绩分为A（100~85）、B（84~70）、C（69~60）、D（59~0）。C为及格，B为优良，A为优秀。这些评价对于高考的影响尚未出台政策。

### 影响与评价
由于是新政策，所有的学校都不能预测考试信息。有的学校为了保证会考成绩甚至停上语文数学英语而专攻省统考科目或加课等。
为了让学生们有一些基本的概念（文科学生对理科、理科学生对文科），黑龙江省教育厅还编写了辅助练习题，据称为会考命题人主编。

## 湖南省
2019年，湖南省教育厅发布《湖南省普通高中学业水平考试实施办法（2019年修订）》，普通高中学业水平考试分为合格性考试和等级性考试两种。《实施办法》从2018年秋季入学的高中一年级学生开始实施，2021年起按照新高考模式进行考试和招生录取。学业水平考试各科成绩（含分数）计入“湖南省普通高中学业水平考试信息管理系统”和学生“综合素质评价档案”，供学生本人和相关招生院校查询。

### 合格性考试
湖南省普通高中学业水平考试合格性考试成绩作为普通高中学生毕业的主要依据，也可作为高职院校单独招生和高校综合评价录取的依据或参考。各科考试成绩终身有效。

#### 考试科目
语文、数学、外语（含英语、日语、俄语、德语、法语、西班牙语，下同）、物理、化学、生物学、历史、思想政治、地理、通用技术、信息技术、音乐、美术、体育与健康14门科目。其中语文、数学、外语、物理、化学、生物学、历史、思想政治、地理9门科目合格性考试采取笔试方式进行，实行全省统一考试；通用技术、信息技术、音乐、美术、体育与健康5门科目合格性考试，由湖南省统一制定考试标准和考试说明，明确命题、组考、评卷等工作要求，各市（州）组织实施。

#### 考试内容
合格性考试内容为《普通高中课程方案和语文等学科课程标准（2017年版）》规定的必修课程内容。

#### 考试时间
每年组织一次，每次考试安排三天，开考全部科目。其中，语文、数学、外语的考试时量各为90分钟，历史、思想政治、地理、物理、化学、生物学等考试时量各为60分钟。上述考试科目的卷面总分均为100分。其中高一年级统一报考化学、生物学、历史、地理四科，高二年级统一报考语文、数学、英语、物理、思想政治五科。
2023年合格性考试安排在6月高考结束后进行，考试时间为6月12日－14日。
6月12日08:30-10:00进行语文科目考试，11:10-12:10进行物理科目考试，15:00-16:30进行外语科目考试。
6月13日08:30-10:00进行数学科目考试，11:10-12:10进行思想政治科目考试。
6月14日08:30-09:30进行化学科目考试，10:40-11:40进行地理科目考试，14:30-15:30进行历史科目考试，16:40-17:40进行生物学科目考试。

#### 成绩与等级
合格性考试成绩以“合格、不合格”呈现。语文、数学、外语、思想政治、历史、地理、物理、化学、生物学9门科目每次考试的成绩合格标准，依据基本教学质量要求以及当次命题和考试等情况确定。通用技术、信息技术、音乐、美术、体育与健康5门科目成绩的合格认定，另行规定。

### 选择性考试
湖南省普通高中学业水平考试选择性考试成绩是普通高校招生录取的主要依据之一。各科考试成绩当年招生录取时有效。

#### 考试科目
物理、化学、生物学、历史、思想政治、地理6门科目。其中，物理、历史为首选科目，化学、生物学、思想政治、地理为再选科目。考生根据自身的兴趣特长以及拟报考高校招生专业有关选考科目要求，在上述两门首选科目中必选且只选1门、再选科目中任选2门参加考试。

#### 考试内容
选择性考试内容为《普通高中课程方案和语文等学科课程标准（2017年版）》规定的必修课程和选择性必修课程内容。

#### 考试时间
每年组织一次，安排在6月8日上午和6月9日进行。各科目考试卷面总分均为100分，各科考试时量均为75分钟。
6月8日09:00-10:15进行首选科目（物理或历史）考试，6月9日08:30-09:45进行化学科目考试，6月9日11:00-12:15进行地理科目考试，6月9日14:30-15:45进行思想政治科目考试，6月9日17:00-18:15进行生物学科目考试。

#### 成绩与等级
物理、历史2门首选科目成绩以卷面分呈现，再选科目成绩根据湖南省教育厅《关于做好普通高中学业水平选择性考试成绩计入高考录取总成绩工作的通知》（湘教发〔2019〕10号）有关规定，将卷面分进行等级赋分转换后，以等级成绩呈现。

## 江苏省
江苏省普通高中学业水平考试，俗称“会考”“小高考”

### 学科设置
高中学生共考查十门学科（语文、数学、外语、物理、化学、生物、政治、历史、地理、技术（包含信息技术和通用技术）），都必须通过省教育考试院组织的考试。九门学科分为三部分：语文、数学、外语是高考必考科目，物理、历史、化学、生物、政治、地理是学业水平测试科目。也就是每一个高中生必须在物理和历史中任选一门，然后在化学、生物、政治、地理中任选一门，作为自己的选修科目，以确定自己高考的五门学科，对于所有学生而言一共有八种选择方向。以选修物理生物的学生为例：他最后的高考科目是语文、数学、外语、物理、生物，而化学、历史、政治、地理为他的必修科目，在高二下学期（一般在3月倒数第二个星期的周末）进行学业水平测试，通常称之为“小高考”，技术科目的考查则在上一年12月完成。

### 等级与分数
高考的五门学科中，语数外是按照原始分数来计算成绩的，其中语文、数学必做题总分160分，外语120分（选物理的数学加试40分附加题，选历史的语文加试40分附加题）。学业水平测试中选修的两门学科和四门必修科目也是按照等级来计算的。学业水平测试必修科目的等级划分比较简单：90分以上为A等级，89－75为B等级，60~75分为C等级，60分以下为D等级，没有比例限制，每得到一个A高考加一分，四个A加五分。而高考选修科目则是按照参加选修科目考试的总人数划定比例，前5％为A＋，前20%（含20%）的考生为A级，前20%～30%（含30%）为B+， B为前20%～50%（含50%），C级为前50%～前90%（含90%），剩下的为D级，适当细化选修测试科目的等级，是为了进一步提高测试成绩的区分度，满足不同层次的高校选拔人才的需求。从2010年起，学业水平测试必修科目每获得一个A加一分投档，获得必修科目全部4个A总共加5分投档。

### 评价
从家长到老师很多人褒贬不一。很多人认为让高考提前了，增加了学生的负担。有人认为高考只考语数外，竞争更激烈了；还有人认为所有的科目都要考，学得太辛苦等等。

## 辽宁省

### 选择性考试
选择性考试成绩计入高考总成绩，每科均为100分满分，考试时间为75分钟。
物理：1-7题为单选题，8-10题为多选题，11题为力学实验题，12题为电学实验题，13-15题为计算题（包括热学或光学、电场与磁场综合或电磁感应、力学综合计算）。
化学：1-15题为单选题，16-19题为解答题（包括工业流程题、实验室物质制备和提纯、化学反应速率与平衡、有机化工合成题四种，均以填空形式考察）
生物：1-15题为单选题，16-20题为不定项选择题，21-25题为解答题（包括必修1光合作用与呼吸作用、必修2遗传计算、必修3内环境和稳态、必修3生态系统、选择性必修的基因工程等内容，均以填空形式考察）
历史：1-16题为单选题，17-20题为材料题（包括必修上册中国古代史和中国近现代史、必修下册世界古代史和世界近现代史、选择性必修的政治、经济、文化专题史）
政治：1-16题为单选题，17-20题为材料题（包括必修与选择性必修全部内容，但在2021和2022年的选择性考试政治材料题中，并未出现必修1中国特色社会主义的内容）
地理：1-16题为单选题，17-19题为材料题（包括必修1和选择性必修1的自然地理和必修2和选择性必修2、3人文地理）

## 山东省
山东省普通高中学业水平合格性考试包括语文、数学、外语、思想政治、历史、地理、物理、化学、生物学、信息技术、通用技术11个科目。每学年组织2次，分别安排在每学年上、下学期末。每个普通高中学生在校期间有多次考试机会。
学生最早在高一下学期末开始参加学业水平合格性考试，可从历史、地理、化学、生物学4个学科中自主选择科目参加考试；语文、数学、外语、物理、思想政治5个学科学业水平合格性考试时间不得早于高二上学期；信息技术、通用技术学科学业水平合格性考试时间不得早于高二下学期。合格考试成绩分为“合格”和“不合格”，是普通高中学生毕业、高中同等学力认定的主要依据。
语文、数学、外语、思想政治、历史、地理、物理、化学、生物学9个学科的学业水平合格性考试由山东省统一命题、统一闭卷考试、统一组织阅卷、统一公布成绩。9个学科的试卷分值均为100分。语文学科的考试时间为120分钟，其他8个学科均为90分钟。
信息技术学科的学业水平合格性考试采用机考方式，由山东省统一命题、统一考试、统一组织阅卷、统一公布成绩。分值为100分，60分为合格。考试时间为40分钟。
通用技术学科的学业水平合格考试分基础知识测试和技术实践能力评定两部分。其中，基础知识测试部分考试时间40分钟，满分100分，60分为合格，采用机考方式，由全省统一命题、统一考试、统一组织阅卷、统一公布成绩；技术实践能力评定部分由学校根据办学实际，自主制定实施方案，报市教育行政部门确认，在课程开设前向学生、家长公布并在模块修习结束后由市县统一组织，学校具体实施。一般结合学分认定，采取过程性评价和终结性评价相结合方式。主要考核学生上课出勤、团队合作、技术实践方案制定、图样表达、模型（实物）制作、技术试验、产品评价等方面情况，每个学生修习完必修模块应上交1件技术作品，相关材料及作品作为技术实践能力认定的主要依据。基础知识测试和技术实践能力评定两项都合格，通用技术学科成绩方为合格。

## 上海市
2017年起，上海市有两种学业水平测试，分别为上海市普通高中学业水平合格性考试和上海市普通高中学业水平等级性考试。

### 合格性考试
上海市普通高中学业水平合格性考试共有10门科目共13门考试（含10门笔试，三门操作考试），一切高中学生都必须参加。
成绩分为合格和不合格两种。每门课不合格考生有一次补考机会。
13门考试都取得合格成绩（含补考），是高中毕业的必要条件。
13门考试以及考试时间（非补考时间）分别为：
高一第二学期期末：地理笔试、信息科技笔试（上机考试）、生命科学笔试、生命科学操作考试。
高二第二学期期末：思想政治笔试、历史笔试、物理笔试、化学笔试、物理操作考试、化学操作考试。
高三第一学期期末：语文笔试、数学笔试、英语笔试。（这三门都可以用上海春季高考代替）
地理、思想政治、历史、物理、化学、生命科学、信息科技笔试（非补考）的合格率约为98％，其余科目基本上所有考生都能合格。
一切高中学生都必须参加，各科目不合格的后果是必须参加补考，任何一门考试补考不合格的后果是不能高中毕业且再无其他补救余地，同时，地理、思想政治、历史、物理、化学、生命科学笔试补考不合格，将导致无法报名参加这门科目的上海市普通高中学业水平等级性考试。

### 等级性考试
上海市普通高中学业水平等级性考试简称等级考，其本质是高考。
等级考共有6门科目，由考生自主选择三门，但是选择的科目必须获得上海市普通高中学业水平合格性考试的合格成绩。
六门科目分别为地理、思想政治、历史、物理、化学、生命科学，考试形式为笔试。
考试的时间是第二学期接近期末的时间，除了选考地理和生命科学的考生可以决定这门考试在高二还是高三进行（如果考生同时选考这两门，则对于这两门，考生都有选择权）（不过考生一般都选择放在高二）以外，剩余科目必须在高三进行。
例如某位考生选考物理、生命科学、地理，他可以选择高二考生命科学，高三考地理，也可以同时在高二或高三考生命科学和地理，但必须在高三考物理。
考试卷面满分100分，但是最终并不是以卷面分数计入高考成绩，而是采取等级赋分法，考生将获得一个介于40和70的等级分，等级分计入高考成绩。折合方法具体如下：
阅卷结束以后，上海市教育考试院将一门科目所有考生按照卷面分数进行排序，确定其全市百分排位。按照百分排位，将参加该等级考的考生的成绩分为5等11级。
11级的级别，百分排位要求和获得的等级分如下：
级别   百分排位要求   等级分
A+      前5％           70          
A       5%-15％         67         
B+      15%-25％        64         
B       25%-35％        61         
B-      35%-45％        58         
C+      45%-55％        55         
C       55%-65％        52
C-      65%-75％        49
D+      75%-85％        46
D       85%-95％        43
E       后5％           40
同一级别的所有考生，即使卷面分有少许差别，都将获得相同的等级分，即实际获得的高考分数。

## 新疆維吾爾自治區
- 语文：必修1、必修2、必修3、必修4、必修5
- 数学：必修1、必修2、必修3、必修4、必修5
- 英语：必修1、必修2、必修3、必修4、必修5
- 物理：必修1、必修2，选考：选修1-1、选修3-1
- 化学：必修1、必修2，选考：选修1（化学与生活）、选修2（化学与技术）
- 生物：必修1（分子与细胞）、必修2（遗传与进化）、必修3（稳态与环境）
- 思想政治：必修1（经济生活）、必修2（政治生活）、必修3（文化生活）、必修4（生活与哲学）
- 历史：必修1、必修2、必修3
- 地理：必修1、必修2、必修3
- 信息技术：必修（信息技术基础），选考：选修1（算法与程序设计）、选修2（多媒体技术应用）、选修3（网络技术应用）
- 通用技术：必修1（技术与设计1）、必修2（技术与设计2）

物理、化学、生物、通用技术除笔试外，还需参加实验学考，男女生通用技术实验学考内容不同。
高中信息技术使用教育科学出版社教材，通用技术使用江苏教育出版社教材，其余高中学考科目使用人民教育出版社教材（数学使用A版）。音乐使用人民音乐出版社必修教材《音乐鉴赏》，美术使用人民美术出版社教材《美术鉴赏》，体育与健康不使用教材。
笔试各科目满分均为100分，其中英语含听力15分，思想政治含时事政治4分。语文、数学、英语学考时间各为2小时，信息技术学考时间为1小时（上机），其余学科笔试学考时间各为1小时30分钟。所有学科均为闭卷考试，不允许使用计算器。
笔试和上机学考等级分为A、B、C、D，实验学考等级分为P、F。

## 浙江省
浙江省普通高中学业水平考试，简称“学考”，是2013年起取代原浙江省普通高中会考的新的考试。

### 学科设置
2014年起，学考实行“全科开考”，考试科目包括语文、数学、外语（含英语、日语、俄语、德语、法语、西班牙语）、思想政治、历史、地理、物理、化学、生物、技术（含信息技术、通用技术）10门学科，每年举办两次，时间分别定于寒假和暑假前。不合格时，学生可以补考。2017年起，外语的学业水平考试成绩可以作为高考分数。
2021年起，学考按年级定时定科统一安排，同一年级统一科目统一时间开考。各科考试时间为：
- 高一下学期：历史、地理、化学、生物学
- 高二上学期：物理、思想政治
- 高二下学期：语文、数学、技术
- 高三上学期：外语，此次外语成绩既用于评定学业水平等级又可用于高考

### 等级与分数
学业水平考试成绩等第按分数结合比例的办法评定，从高到低评定为5个等第：A、B、C、D、E（不合格）。A、B、C等按实考人数15%、30%、30%最接近的累计比例划定，E等比例不超过5%。

### 作用与影响
- 学生参加普通高中学业水平考试所有科目的考试，可获得《浙江省普通高中学业水平考试证书》。
- 作为高校自主招生的依据，或称“三位一体”。
- 不合格的科目不允许参加高考。学业水平考试不合格门数超过1门将无法获得毕业证书。

## 河北省
2019年4月30日，河北省教育厅印发《河北省普通高中学业水平考试实施办法》（冀教基〔2019〕17号），将学业水平考试分为合格性考试和等级性考试两种。其中语文、数学、外语、信息技术、通用技术、体育与健康、音乐、美术8个科目只设合格性考试，思想政治、历史、地理、物理、化学、生物6个科目二者同时设置。学业水平考试现以《普通高中课程方案（2017年版）》为基础。（2018级、2019级以《普通高中课程方案（实验）》为基础）

### 合格性考试
河北省普通高中学业水平合格性考试（简称学考或会考），成绩是河北省高中学生毕业升学是否合格的重要衡量依据。因此，河北省普通高中学生必须参加合格性考试，高中阶段已经应考通过的考生和因上次考试成绩不及格而再次参加考试的补考生亦可继续2报名参加。合格性考试全省统一笔试（包括语文、数学、外语、思想政治、历史、地理、物理、化学、生物）在每年的5月7日至9日和12月7日至9日组织2次，音乐、美术、信息技术、通用技术统一上机考试在4月左右举行。
笔试所有科目每年由河北省教育考试院统一组织，学校按照教学需要等将合格性考试科目分散在高中三年中进行，原则上高一年级4个科目，高二年级4个科目，高三年级6个科目，在必须考试的科目之外可额外选择已考科目参加考试，不受约束。
合格性考试中通用技术、体育与健康、音乐、美术等4个科目成绩以“合格 (Y) ”或“不合格 (N) ”呈现，9门统一笔试科目与信息技术共10个科目以“A、B、C、D、E”五个等级呈现，原则上各等级人数所占比例依次为：A等级15%，B等级30%，C等级30%，D、E等级合计25%，E等级为不合格。任意科目成绩毕业前仍不合格将对学生能否顺利毕业造成不利影响。

### 选择性考试
河北省普通高中学业水平选择性考试在普通高等学校招生全国统一考试中进行，是河北省高等学校招生统一考试的组成部分。河北省2021年开始实行“3+1+2”新高考改革，选择性考试每年组织一次，按照全国统考时间安排考试时间，目前安排在6月8日上午和6月9日全天进行，参加全国统考的考生可在物理（实际执行情况中一般和化学绑定）、历史中选择一科作为首选科目，之后在化学、地理、思想政治、生物学四个科目中任选两科作为再选科目参加选择性考试，卷面满分均为100分，其中，物理、历史以卷面分数作为最终成绩、再选科目由河北省教育考试院在阅卷结束后将全省考生按照其卷面分数进行排序赋分获得最终成绩。考试成绩计入高考成绩总分作为高校招生的参考依据。
物理、历史两个首选科目分别是理工类和文史类专业的基础，也具有区分考生方向的作用，成绩和位次按照首选科目的不同分别排列，与过去文理分科的方式有相似之处。